# André Weßels
André Weßels (Recklinghausen, 21 ottobre 1981) è uno schermidore tedesco, vincitore di una medaglia d'oro, una d'argento ed una di bronzo ai campionati mondiali di scherma. Vincitore anche di una Coppa del Mondo di scherma.

## Palmarès
In carriera ha conseguito i seguenti risultati:
- Olimpiadi

Scherma ai Giochi della XXX Olimpiade - Fioretto a squadre maschile: bronzo nel fioretto a squadre.
- Mondiali di scherma

Lisbona 2002: oro nel fioretto a squadre ed argento individuale.
L'Avana 2003: bronzo nel fioretto a squadre.
Catania 2011: bronzo nel fioretto a squadre.
- Europei di scherma

Legnano 2012: bronzo nel fioretto a squadre.